# Tankosiqi
Tankosiqi (albanska: Tankosiqi, serbiska: Tankosić) är en by i Kosovo. Den ligger i kommunen Ferizaj. Enligt den senaste folkräkningen år 2011 fanns det 2 096 invånare.

## Demografi
| Demografi    | 2011 |
| ------------ | ---- |
| albaner      | 2074 |
| bosnier      | 1    |
| ashkali      | 20   |
| odeklarerade | 1    |